# Рамла Алі
Рамла Алі — британська та сомалійська боксерка і модель.
Переїхала до Англії із Сомалі як біженка, втікаючи від війни. Почала займатися боксом ще підліткою. З тих пір вона допомогла створити федерацію боксу Сомалі в Могадішо і стала першою з боксерів в історії, хто представляли Сомалі на чемпіонаті світу серед жінок (Нью-Делі, 2018).
Рамла Алі з'являлася на обкладинках британських часописів Vogue, Wall Street Journal, Guardian Observer, Wonderland, ELLE, The Square Mile, The Week, Swiss Style та Puss Puss Magazine, фотографувалася для публікацій Time Magazine, іспанського Vogue, Sunday Times Style та Twin. У 2019 році торгова марка Pantene оголосила Рамлу своїм найновішим послом та обличчям бренду по догляду за волоссям.
Боксерською кар'єрою Рамли Алі опікується чемпіон світу у важкій вазі Ентоні Джошуа. Перший бій у професійному боксі Алі провела у андеркарді бою Олександра Усика із Дереком Чісорою.
Про життя Рамли Алі має вийти повнометражна драма. Продюсером стрічки стане Лі Маґідей, номінований на премію «Оскар» та лауреат премії BAFTA, який працюватиме разом із «Film4».

## Відзнаки
Вона була однією з п'ятнадцяти жінок, яких обрала на обкладинку видання британського Vogue за вересень 2019 року запрошена редакторка Меган, герцогиня Сассекська.

## Професійний бокс
| 1 Перемога (0 нокаутом, 1 за рішення суддів), 0 Поразок (0 нокаутом, 0 за рішення суддів) |        |             |       |                |        |       |      |                |                   |          |
| Результат                                                                                 | Рекорд | Суперник    | П-П-Н | Останні 6 боїв | Спосіб | Раунд | Час  | Дата           | Місце проведення  | Примітки |
| Перемога                                                                                  | 1-0    | Ева Губмаєр | 1-0-0 |                | PTS    | 6     | 2:00 | 31 жовтня 2020 | SSE Arena, Лондон |          |